# American League Championship Series 2010

Texas Rangers Gewinner der ALCS

Die American League Championship Series 2010 (ALCS) fand zwischen dem 15. und 22. Oktober 2010 statt. In ihr traten die Sieger der American League Division Series 2010, Texas Rangers (Sieger der Western Division) und die New York Yankees (Wildcard-Team) gegeneinander an, um den Gewinner der American League und damit ihren Vertreter in der World Series 2010 zu ermitteln. Sieger wurden die Texas Rangers mit 4 – 2 Siegen. Als wertvollster Spieler wurde Josh Hamilton (Rangers) ausgezeichnet.

## Modus und Teilnehmer
Es handelt sich um eine Best-of-Seven Serie, bei der die Rangers Homefield-Advantage haben. Zwar haben die Yankees in der regulären Saison mehr Spiele gewonnen als die Rangers (95-67 gegenüber 90-72) und hätten daher Heimvorteil. Sie sind jedoch nicht Divisionsieger, sondern nehmen nur als Wildcard-Team an der Postseason teil. Diesem Team steht der Heimvorteil nie zu. Deshalb fanden die Spiele 1 und 2 im Rangers Ballpark in Arlington statt, während die Spiele 3, 4 und 5 im Yankee Stadium ausgetragen wurden. Spiel 6 und ein evtl. entscheidendes Spiel 7 werden wieder im Rangers Ballpark gespielt.
Die Rangers konnten sich erst dreimal zuvor für die Postseason qualifizieren und scheiterten jeweils an den Yankees in den ALDS der Jahre 1996, 1998 und 1999; insbesondere konnten sie nur eine einzige der bislang zehn Partien gewinnen. Für Texas ist es nach dem Sieg in der ALDS 2010 über die Tampa Bay Rays damit auch das erste Mal, dass sie für die ALCS qualifiziert sind, während die Yankees bereits das 14. Mal seit 1969 antreten und zuvor nur zweimal die Serie nicht gewannen.

## Ergebnisübersicht
| Spiel 1                    | 15. Oktober 2010 | New York Yankees — 6 @ Texas Rangers — 5  | 0 – 1 | Rangers Ballpark in Arlington | 3:50 | 50.930 |
| Spiel 2                    | 16. Oktober 2010 | New York Yankees — 2 @ Texas Rangers — 7  | 1 – 1 | Rangers Ballpark in Arlington | 3:52 | 50.362 |
| Spiel 3                    | 18. Oktober 2010 | Texas Rangers — 8 @ New York Yankees — 0  | 2 – 1 | Yankee Stadium                | 3:18 | 49.480 |
| Spiel 4                    | 19. Oktober 2010 | Texas Rangers — 10 @ New York Yankees — 3 | 3 – 1 | Yankee Stadium                | 4:05 | 49.977 |
| Spiel 5                    | 20. Oktober 2010 | Texas Rangers — 2 @ New York Yankees — 7  | 3 – 2 | Yankee Stadium                | 3:48 | 49.832 |
| Spiel 6                    | 22. Oktober 2010 | New York Yankees — 1 @ Texas Rangers — 6  | 4 – 2 | Rangers Ballpark in Arlington | 2:57 | 51.404 |
| Texas Rangers siegen 4 – 2 |                  |                                           |       |                               |      |        |

## Spielzusammenfassungen

### Spiel 1
Freitag, 15. Oktober 2010 – 20:00 EDT, Rangers Ballpark in Arlington in Arlington
| Team     | 1 | 2 | 3 | 4 | 5 | 6 | 7 | 8 | 9 | R | H  | E |
| -------- | - | - | - | - | - | - | - | - | - | - | -- | - |
| New York | 0 | 0 | 0 | 0 | 0 | 0 | 1 | 5 | 0 | 6 | 10 | 1 |
| Texas    | 3 | 0 | 0 | 2 | 0 | 0 | 0 | 0 | 0 | 5 | 6  | 1 |

WP: Dustin Moseley (1–0)   LP: Darren O’Day (0–1)  SV: Mariano Rivera (1)  
In Spiel 1 gelang es den Yankees einmal mehr, ein fast schon verlorenes erscheinendes Spiel noch in einen Sieg umzuwandeln: Obwohl sie zum Ende des sechsten Innings mit 0:5 hinten lagen, konnte New York noch das Spiel mit 6:5 gewinnen. Bereits in der regulären Saison konnten sie 48 mal nach einem Rückstand noch siegen.
New Yorks Starter C.C. Sabathia hatte nach einer Spielpause von acht Tagen (letzter Start: Spiel 1 der ALDS 2010 am 6. Oktober 2010) erhebliche Schwierigkeiten. Schon im ersten Inning ließ er einen Walk von Leadoff-Hitter Elvis Andrus und ein anschließendes Single von Michael Young zu. Der dritte Batter des Innings, Josh Hamilton, sorgte dann mit einem Home Run für die 0:3-Führung der Rangers. Texas konnte die Führung im vierten Inning durch ein Double von Michael Young, das zwei Runs nach Hause brachte, weiter ausbauen. Sabathia wurde im fünften Inning durch Joba Chamberlain ersetzt, der keinen Run mehr zuließ. Ebenso hielt Dustin Moseley, der für Chamberlain im sechsten Inning auf den Mound kam, den Rückstand bei fünf Runs.
Bis zum Ende des sechsten Innings konnte C. J. Wilson einen Run der Yankees verhindern. Zu Beginn des siebten Innings ließ er dann einen Solo Home Run des ersten Batters, Robinson Canó, zu. Wilson begann auch noch das achte Inning, gab aber sogleich einen Hit für den schnellen Brett Gardner ab, der den Wurf zur ersten Base ganz knapp schlagen konnte. Ein anschließendes Double von Derek Jeter brachte Gardner nach Hause und beendete das Spiel für Wilson, der durch Darren Oliver ersetzt wurde. Oliver ließ zwei Walks von Nick Swisher und Mark Teixeira zu und lud so die Bases. Er wurde gegen Darren O’Day ausgewechselt, auf dessen ersten Pitch Alex Rodríguez ein Single schlug, wodurch Jeter und Swisher den Rückstand auf 4:5 verkürzen konnten. Die Rangers brachten als neuen Pitcher Clay Rapada, der ein Single von Canó abgab, durch das Teixeira den Ausgleich für die Yankees besorgte. Mit Derek Holland kam der fünfte Pitcher in diesem Inning zum Einsatz. Ein Single von Marcus Thames sorgte für die Führung und den Endstand von 6:5. Kerry Wood im achten und Mariano Rivera im neunten Inning ließen keinen Run der Rangers mehr zu.
Für Rivera war es der 42. Save in der Postseason und der 13. in einer League Championship Series – beides Rekorde. Für die Rangers handelte es sich um die zehnte Niederlage in einem Postseason-Spiel gegen die Yankees in Folge – eine Serie, die 1996 begonnen hat. Zugleich war es das siebte in Folge verlorene Postseason-Spiel im Heimstadion.

### Spiel 2
Samstag, 16. Oktober 2010 – 16:00 EDT, Rangers Ballpark in Arlington, Texas
| Team     | 1 | 2 | 3 | 4 | 5 | 6 | 7 | 8 | 9 | R | H  | E |
| -------- | - | - | - | - | - | - | - | - | - | - | -- | - |
| New York | 0 | 0 | 0 | 1 | 0 | 1 | 0 | 0 | 0 | 2 | 7  | 0 |
| Texas    | 1 | 2 | 2 | 0 | 2 | 0 | 0 | 0 | X | 7 | 12 | 0 |

WP: Colby Lewis (1-0)   LP: Phil Hughes (0-1)  
Spiel 2 glich in mancherlei Hinsicht Spiel 1, freilich mit dem entscheidenden Unterschied, dass die Rangers diesmal einen Vorsprung von fünf Runs halten und das Spiel gewinnen konnten. Erneut ließ der Starting Pitcher der Yankees, diesmal Phil Hughes, in den ersten Innings mehrere Runs der Rangers zu und wurde nach nur vier Innings aus dem Spiel genommen. Zuvor konnte Elvis Andrus im ersten Inning nach zwei Stolen Bases den ersten Run für die Rangers erzielen. Ein Solo Home Run von David Murphy und drei aufeinander folgende Hits von Mitch Moreland, Elvis Andrus und Michael Young brachten die Rangers mit drei Runs in Führung. Im dritten Inning schlug Nelson Cruz ein Double und erreichte nach einem Sacrifice Bunt von Ian Kinsler die dritte Base. Zwei Doubles von David Murphy und Bengie Molina brachten die Runs 4 und 5 für die Rangers.
Die Yankees kamen im vierten Inning nach einem Double von Robinson Canó, einen Wild Pitch von Colby Lewis und einem Single durch Lance Berkman zu ihrem ersten Run. Zu Beginn des fünften Inning konnten die Rangers die Führung durch ein Double von Nelson Cruz und einem RBI Triple von Ian Kinsler ausbauen. Dies beendete das Spiel für Phil Hughes, der von Joba Chamberlain abgelöst wurde. Chamberlain erreichte zwei Strikeouts, ließ dann aber eine Single von Mitch Moreland zu, durch das Kinsler den siebten Run erzielte. Die Yankees konnten nur noch einen weiteren Run durch einen Home Run von Robinson Canó im sechsten Inning verbuchen.
Für die Rangers war es der erste Heimsieg in einem Postseason-Spiel. Zugleich konnten sie eine zehn Spiele währende Serie von Postseason-Niederlagen gegen die Yankees beenden.

### Spiel 3
Montag, 18. Oktober 2010 – 20:00 EDT, Yankee Stadium, New York City
| Team     | 1 | 2 | 3 | 4 | 5 | 6 | 7 | 8 | 9 | R | H  | E |
| -------- | - | - | - | - | - | - | - | - | - | - | -- | - |
| Texas    | 2 | 0 | 0 | 0 | 0 | 0 | 0 | 0 | 6 | 8 | 11 | 0 |
| New York | 0 | 0 | 0 | 0 | 0 | 0 | 0 | 0 | 0 | 0 | 2  | 0 |

WP: Cliff Lee (1-0)   LP: Andy Pettitte (0-1)  
Die Geschichte von Spiel 3 ist kurz erzählt: Über acht Innings konnte Cliff Lee seine phänomenalen Postseason-Fähigkeiten erneut unter Beweis stellen und ließ keinen Run der Yankees zu bei 13 Strikeouts. Auch sein Gegenüber Andy Pettitte zeigte eine gute Leistung bei nur zwei Runs in sieben Innings. Dessen Pech war, dass er schon im ersten Inning ein Single von Michael Young zuließ und anschließend Josh Hamilton einen Homerun zur 2:0-Führung der Rangers aufgab.
In der Folge konnten die Yankees kein Mittel gegen Lee finden, während nun die Rangers mit der Führung im Rücken auf den nächsten Fehler der Yankees warteten. Dieser kam erst nach Pettites Ablösung und einem ereignislosen Inning von Kerry Wood, bis im 9. Inning gleich das komplette Lineup der Rangers zum Schlag kam und sechs Runs gegen das Bullpen der Yankees erzielte. Mehrfach waren hier die Bases voll besetzt, und wieder und wieder konnte ein Rangers-Spieler ein Loch in der Defense finden.
Mit diesem nun mehr als komfortablen Vorsprung von 8:0 konnte Naftali Feliz ohne großen Nervenkitzel in der Heimhälfte des neunten Innings die Tür zum zweiten Sieg der Rangers bei ihrer ersten ALCS-Teilnahme endgültig schließen, was die zuvorigen geringen Erfolge gegen die Yankees in der Vergangenheit entsprechend verblassen ließ.

### Spiel 4
Dienstag, 19. Oktober 2010 – 20:00 EDT, Yankee Stadium, New York City
| Team     | 1 | 2 | 3 | 4 | 5 | 6 | 7 | 8 | 9 | R  | H  | E |
| -------- | - | - | - | - | - | - | - | - | - | -- | -- | - |
| Texas    | 0 | 0 | 2 | 0 | 0 | 3 | 2 | 0 | 3 | 10 | 13 | 0 |
| New York | 0 | 1 | 1 | 1 | 0 | 0 | 0 | 0 | 0 | 3  | 7  | 0 |

WP: Derek Holland (1–0)   LP: A. J. Burnett (0–1)  
Mit dem 10:3-Erfolg in Spiel 4 sind die Rangers nur noch einen Sieg vom erstmaligen Einzug in die World Series entfernt. Bis zum sechsten Inning lieferten sich Yankees und Rangers ein ausgeglichenes Spiel, in dem die Führung mehrfach wechselte. Im zweiten Inning konnten die Yankees mit einem Home Run von Robinson Canó erstmals in dieser Serie als erste in Führung gehen. Die Rangers schlugen im dritten Inning mit zwei Runs durch David Murphy und Bengie Molina zurück. Ein Triple von Derek Jeter und ein anschließendes Single von Curtis Granderson führten in der zweiten Hälfte des Innings zum Ausgleich. Im vierten Inning übernahmen die Yankees erneut die Führung durch einen Run von Alex Rodríguez.
Das Blatt wendete sich zugunsten der Rangers im sechsten Inning, nachdem Nelson Cruz durch eine Fielder's choice die erste Base erreichte und dann die zweite Base stahl. Joe Girardi, der Manager der Yankees, entschied sich dafür, den von der linken Seite schlagenden David Murphy durch einen Intentional Walk auf die erste Base zu lassen, um das nächste Out gegen den von rechts schlagenden Bengie Molina zu erzielen. Auf den ersten Pitch von A. J. Burnett schlug Molina jedoch einen Home Run, der die Rangers mit 5:3 in Führung brachte. Die Hoffnung der Yankees, zurückschlagen zu können, wurde im siebten Inning durch zwei weitere Runs der Rangers getrübt: Boone Logan gab einen Home Run von Josh Hamilton ab und Joba Chamberlain ließ einen weiteren Run von Vladimir Guerrero zu. Im achten Inning gelang es den Yankees zwar, durch drei aufeinander folgende Walks die Bases zu laden; sie konnten aber keinen ihrer Baserunner nach Hause bringen. Die Rangers legten im neunten Innung mit zwei Home Runs von Josh Hamilton und Nelson Cruz, die drei Runs einbrachten, noch einmal nach und nahmen den Yankees jede Hoffnung auf einen Sieg. Die Yankees verloren zudem First Baseman Mark Teixeira, der sich eine Zerrung des Oberschenkelmuskels zuzog und für den Rest der Postseason ausfällt.

### Spiel 5
Mittwoch, 20. Oktober 2010 – 16:00 EDT, Yankee Stadium, New York City
| Team     | 1 | 2 | 3 | 4 | 5 | 6 | 7 | 8 | 9 | R | H  | E |
| -------- | - | - | - | - | - | - | - | - | - | - | -- | - |
| Texas    | 0 | 0 | 0 | 0 | 1 | 1 | 0 | 0 | 0 | 2 | 13 | 1 |
| New York | 0 | 3 | 2 | 0 | 1 | 0 | 0 | 1 | X | 7 | 9  | 0 |

WP: C.C. Sabathia (1-0)   LP: C. J. Wilson  
Mit ihrem Pitching-Ass C.C. Sabathia auf dem Mound gingen die Yankees im zweiten Inning nach zwei Walks von Alex Rodríguez und Lance Berkman und einem Single von Jorge Posada in Führung. Ein weiteres Single von Curtis Granderson brachte den zweiten, ein Error von Jeff Francoeur den dritten Run für die Yankees. Home Runs von Nick Swisher und Robinson Canó im dritten Inning bauten die Führung auf 5:0 aus.
Die Rangers kamen im fünften Inning durch einen Home Run von Matt Treanor auf Scoreboard. Die Yankees schlugen im gleichen Inning durch einen Run von Nick Swisher zurück. Drei Singles von David Murphy, Ian Kinsler und Jeff Francoeur im sechsten Inning luden die Bases. Ein Single von Treanor brachte den zweiten Run für die Rangers, die jedoch keinen weiteren Profit aus der Situation schlagen konnten.
Sabathia wurde im siebten Inning durch Kerry Wood ersetzt, der in zwei Innings keinen Run zuließ. Mariano Rivera sicherte im neunten Inning den Sieg, der die Yankees in der Serie hält.

### Spiel 6
Freitag, 22. Oktober 2010 – 20:00 Rangers Ballpark in Arlington, Texas
| Team     | 1 | 2 | 3 | 4 | 5 | 6 | 7 | 8 | 9 | R | H | E |
| -------- | - | - | - | - | - | - | - | - | - | - | - | - |
| New York | 0 | 0 | 0 | 0 | 1 | 0 | 0 | 0 | 0 | 1 | 3 | 0 |
| Texas    | 1 | 0 | 0 | 0 | 4 | 0 | 1 | 0 | X | 6 | 7 | 0 |

WP: Colby Lewis (2-0)   LP: Phil Hughes (0-2)  
Mit dem Sieg im sechsten Spiel gelang den Rangers ihr erster Einzug in die World Series. Das Spiel erinnerte an Spiel 2: Nicht nur waren Ort und das Paar der Starting Pitcher gleich, ebenso waren Spielverlauf und Rahmenbedingungen ähnlich. Nach einer Niederlage im Spiel zuvor konnten die Rangers schon früh Phil Hughes, den Starter der Yankees, in Rückstand bringen und seine Auswechselung bereits vor Ende des fünften Innings erzwingen.